# Spilosoma fortunata
Spilosoma fortunata là một loài bướm đêm thuộc phân họ Arctiinae, họ Erebidae.